# Stórá
Stórá er en elv som løber gennem bygden Sørvágur på øen Vágar i Færøerne. Navnet kan oversættes til storelven. Elven rinder igennem hjertet af bygden og opdeler den i to. I ældre tid kunde elven bliver vældig bred, når det regnede voldsomt, hvilket afspejler sig i navnet. Royal Engineers byggede en bro over floden i 1942 under den britiske besættelse af Færøerne under 2. Verdenskrig.